# كريس فولكنير
كريس فولكنير (بالإنجليزية: Chris Faulkner) هو لاعب كرة قدم أمريكية أمريكي، ولد في 13 أبريل 1960 في تيبتون في الولايات المتحدة.

## وصلات خارجية
- كريس فولكنير على موقع مرجع كرة القدم المحترفة.كوم (الإنجليزية)
- كريس فولكنير على موقع JustSportsStats.com (الإنجليزية)
- كريس فولكنير على موقع كلية كرة القدم في سبورتس رفرنس.كوم (الإنجليزية)